# Mitt liv i spökenas bush
Mitt liv i spökenas bush (engelska: My Life in the Bush of Ghosts) är en roman av den nigerianska författaren Amos Tutuola. Romanen gavs ut 1954, två år efter hans genombrottsroman, Palmvindrinkaren, om vilken den starkt påminner. Liksom Palmvindrinkaren hämtar den mycket av sitt stoff från yorubafolkets muntliga tradition, och är skriven på en oortodox afro-engelska. Romanen översattes till svenska först 2011, och gavs ut på det lilla förlaget Sphinx bokförlag. Den svenska utgåvan illustrerades av John Andersson.
David Byrne och Brian Eno gav 1981 ut albumet My Life in the Bush of Ghosts, som lånat sin titel av boken.

## Handling
Berättaren, en sjuårig pojke, flyr undan en grupp krigare in i djungeln och går vilse. Han inser att han har hamnat i spökenas bush, dit endast de döda får komma. I sin kamp för att hitta tillbaka till de levandes värld möter han en mängd märkliga karaktärer.